# Sottopancia

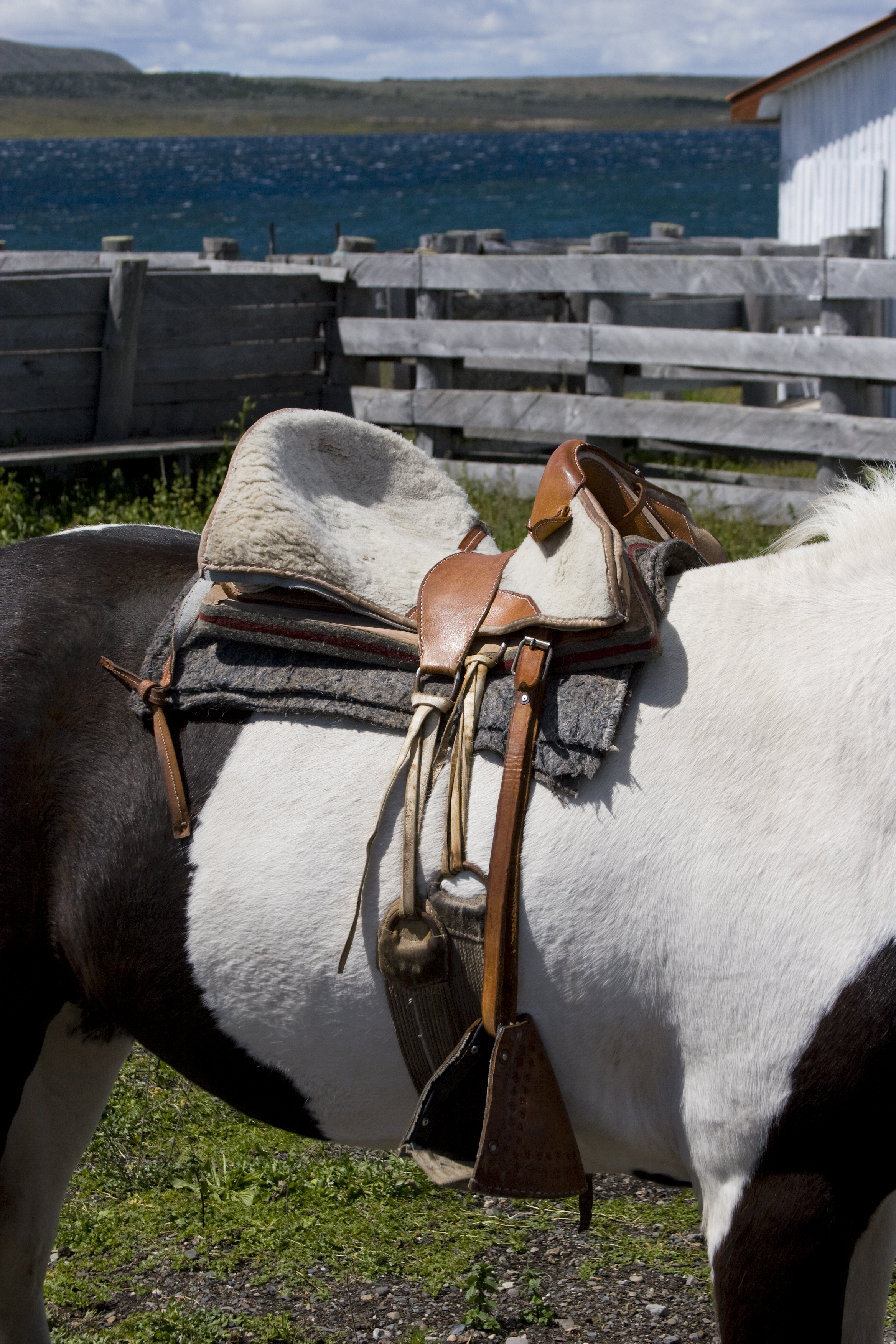
Sella con sottopancia

Il sottopancia è un finimento utilizzato per cavalcare, che ha lo scopo di fissare la sella sul cavallo. Si tratta di una correggia che circonda il torace dell'animale, e si collega ai riscontri della sella. Il sottopancia è utilizzato nella monta inglese, mentre nella monta western viene usato un suo analogo chiamato cinch.
Nonostante un sottopancia sia generalmente sufficiente a fissare la sella, ulteriori finimenti sono utilizzati a questo scopo in altri sport equestri che prevedono spostamenti veloci o salti, come il polo, il completo, il salto ostacoli e la caccia alla volpe.
È stato dimostrato che il sottopancia, nonostante possa limitare il movimento della gabbia toracica del cavallo, non ha alcun effetto sulla sua capacità respiratoria.

## Tipi di sottopancia
Il sottopancia è generalmente fatto di cuoio o di materiale sintetico, o di molti tratti di corda (che permettono al sottopancia di seguire i movimenti respiratori del cavallo). I sottopancia moderni sono fatti in modo da lasciare ampio spazio di movimento ai gomiti. Su cavalli sensibili vengono spesso utilizzate delle imbottiture morbide.
Una sassinga è spesso utilizzata in aggiunta al normale sottopancia di cuoio, come misura di ulteriore sicurezza. Si tratta di una cintura, fatta in parte di materiale elastico, che circonda completamente il cavallo sellato, passando attorno al torace e al seggio della sella. È utilizzato da chi esercita il salto ostacoli e dai fantini che gareggiano nelle siepi.

## Misura del sottopancia
Per misurare un sottopancia, la sella, con il sottosella, dev'essere messa sul cavallo, e dev'essere misurata con un metro a nastro la distanza fra il foro centrale del riscontro da un lato al foro centrale del riscontro opposto. 
I sottopancia da dressage sono più corti di quelli usati per il salto, perché le selle da dressage hanno riscontri più lunghi. Generalmente, la misura di un sottopancia da dressage si ottiene sottraendo 25 cm dalla misura del sottopancia da salto.
Se il sottopancia è troppo corto, può essere usato una prolunga per sottopancia, che viene collegata ai riscontri e li allunga, in modo da poter utilizzare il sottopancia più corto.